# Leon Battista Alberti
Leon Battista Alberti, född 18 februari 1404 i Genua, Italien, död 25 april 1472 i Rom, var en italiensk arkitekt, skulptör, präst, guldsmed och konstteoretiker.

## Biografi
Alberti föddes i en florentinsk adelsfamilj som levde i exil i Genua. Han var sekreterare åt påven efter att ha avslutat studier i universiteten i Padua och Bologna 1432. Alberti arbetade som arkitekt i Ferrara, Florens, Mantua, Rimini, Rom och Urbino.
Liksom senare Leonardo da Vinci, med vilken han kan jämföras i universell läggning, studerade Alberti med förkärlek naturen och blev bland annat en framstående fysiker. Främst var han dock konstnär och framträdde som skapande på konstens alla områden, även musikens.
I Florens blev han bekant med Donatello, Ghiberti, Luca della Robbia och Masaccio, till vilken han dedicerade sin viktiga avhandling om målarkonsten, Della Pittura (1436). Den innehåller den första beskrivningen av perspektivisk återgivning, bland annat centralperspektivets teoretiska uppbyggnad.
I det mycket omfattande verket De re aedificatoria (1452) formulerar Alberti en teori om arkitekturen, som anknyter till Vitruvius. Bland Albertis mest kända byggnadsverk återfinns det antikinspirerade Tempio Malatestiano (1450) i Rimini, Palazzo Rucellai (1458) i Florens samt kyrkan Sant'Andrea (1472) i Mantua med sin banbrytande fasad och grundplan. Fasaden till kyrkan San Marco vid Piazza Venezia i Rom tillskrivs Alberti.
Som humanist betonade Alberti konsternas förnuftsmässiga och vetenskapliga natur. Han frångick härmed det religiöst symboliska eller funktionella och yrkade på en återgång till ett klassiskt tankesätt.  
Han var en stark förespråkare för användningen av det italienska folkspråket (volgare) även i lärda och vetenskapliga sammanhang och översatte själv flera av sina lärda verk från latin till italienska bl.a. Della pittura (på latin De pictura). Han skrev ca 1440 den första italienska grammatiken, Grammatica della lingua toscana, även kallad Grammatichetta vaticana (eftersom den finns i Vatikanbiblioteket).  

## Bilder

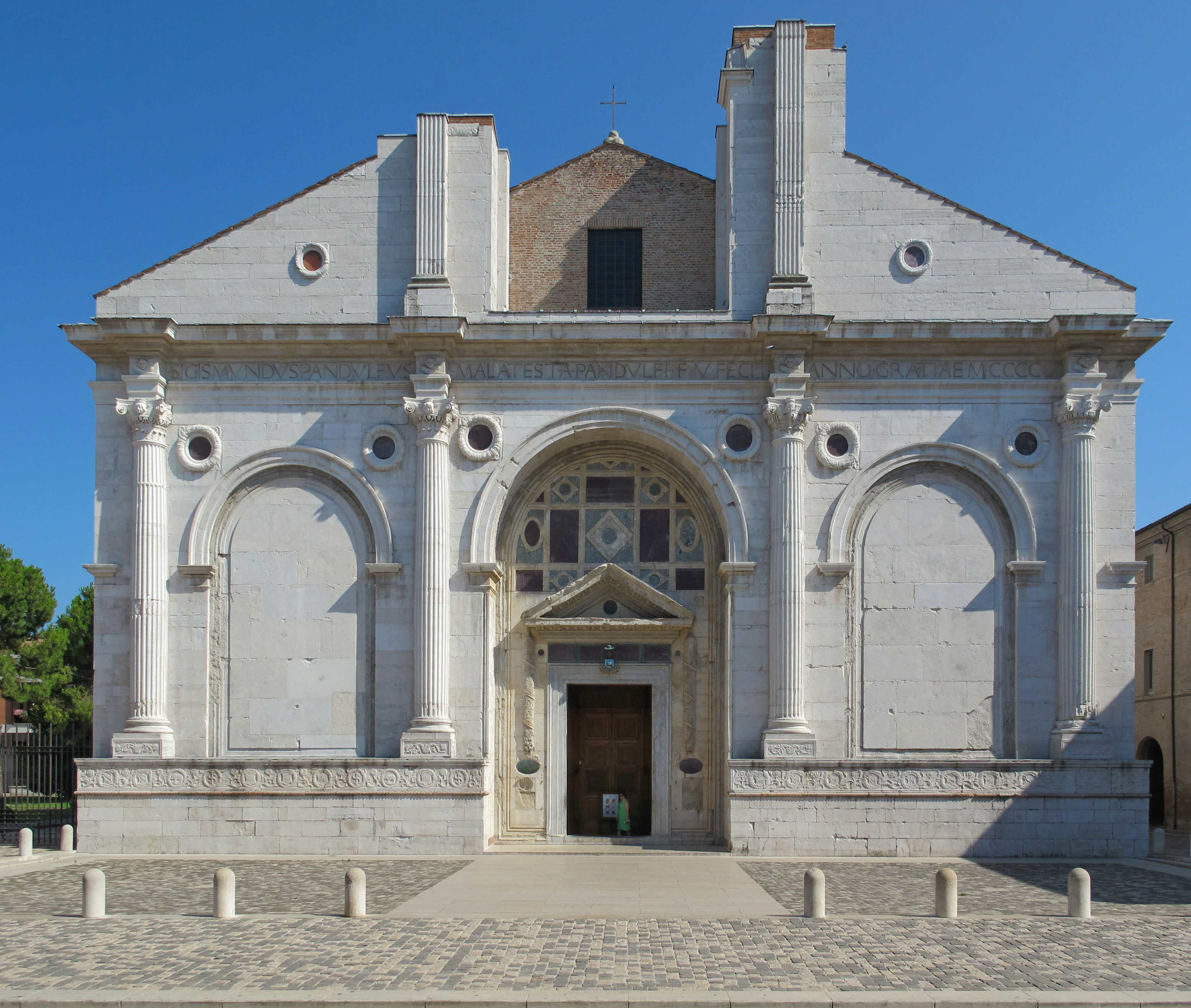
Tempio Malatestiano, Rimini.
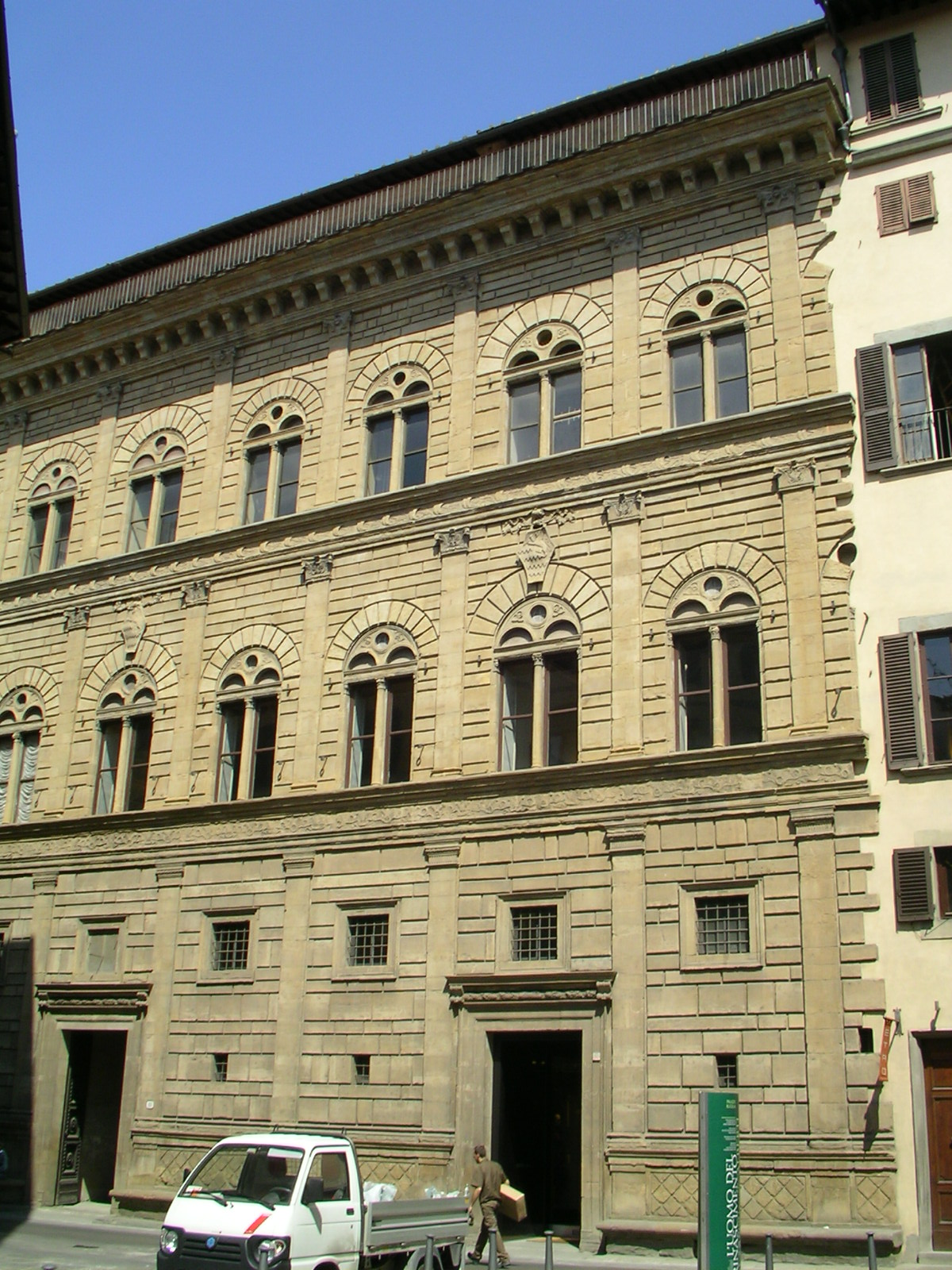
Palazzo Rucellai, Florens.
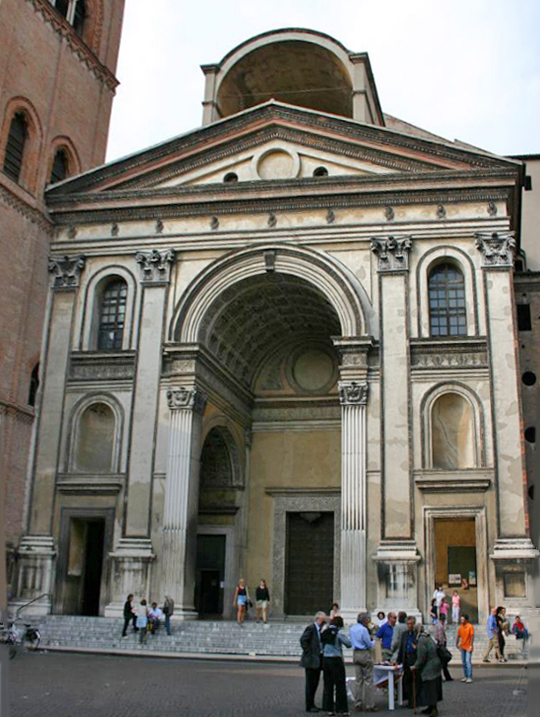
Sant'Andrea, Mantua.
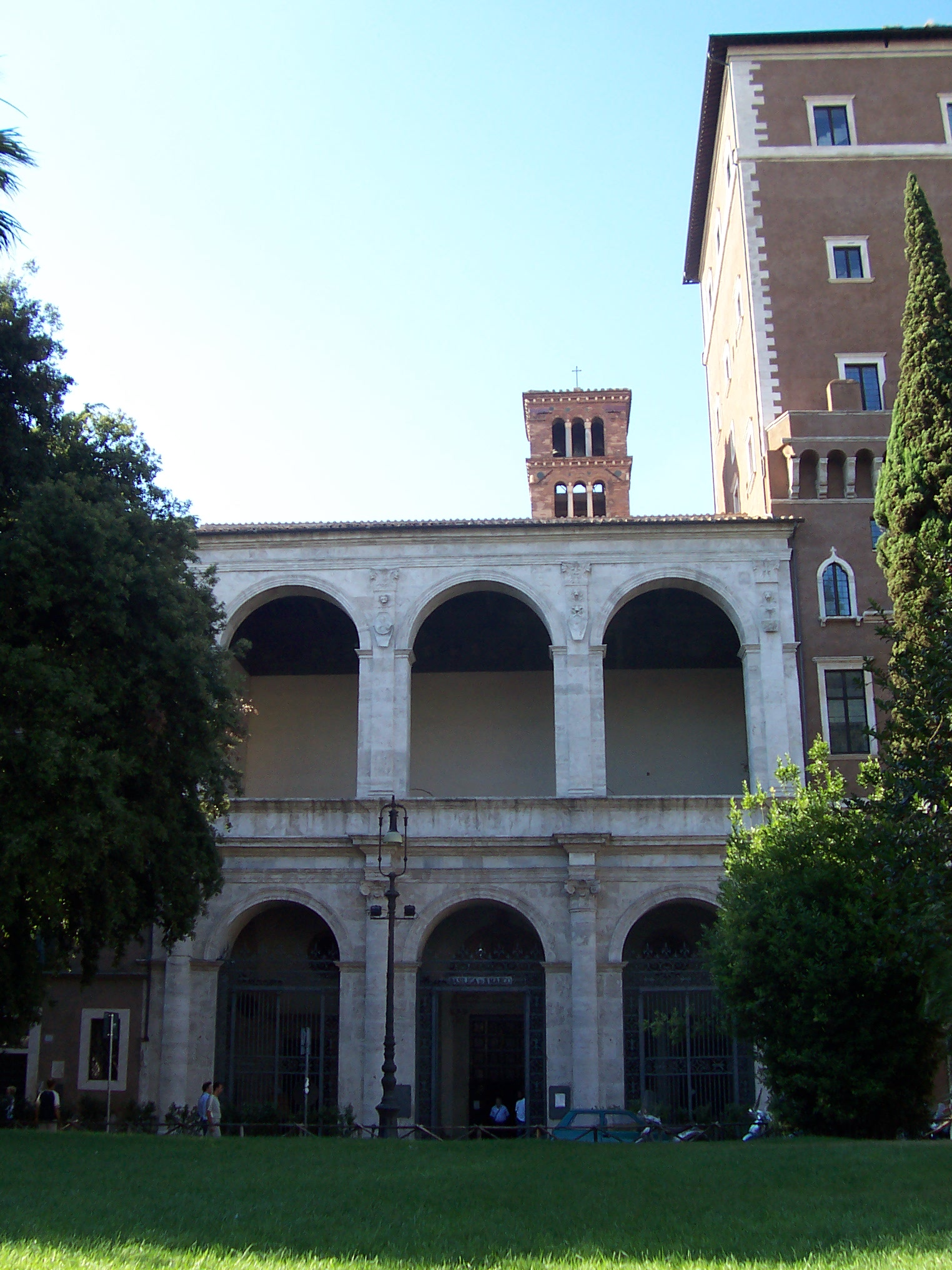
San Marco, Rom.